# Blowing Rock
Blowing Rock és una població dels Estats Units a l'estat de Carolina del Nord. Segons el cens del 2000 tenia 1.418 habitants.

## Demografia
Segons el cens del 2000, Blowing Rock tenia 1.418 habitants, 663 habitatges i 387 famílies. La densitat de població era de 184,3 habitants per km².
Dels 663 habitatges en un 16,9% hi vivien nens de menys de 18 anys, en un 52,3% hi vivien parelles casades, en un 4,5% dones solteres, i en un 41,5% no eren unitats familiars. En el 35,4% dels habitatges hi vivien persones soles el 14,6% de les quals corresponia a persones de 65 anys o més que vivien soles. El nombre mitjà de persones vivint en cada habitatge era de 2,03 i el nombre mitjà de persones que vivien en cada família era de 2,59.
Per edats la població es repartia de la següent manera: un 15% tenia menys de 18 anys, un 4,9% entre 18 i 24, un 20% entre 25 i 44, un 34,1% de 45 a 60 i un 26% 65 anys o més.
L'edat mediana era de 51 anys. Per cada 100 dones de 18 o més anys hi havia 80,4 homes.
Entorn del 2,9% de les famílies i el 9,1% de la població estaven per davall del llindar de pobresa.

## Poblacions més properes
El següent diagrama mostra les poblacions més properes.